# Syncalathium orbiculariforme
Syncalathium orbiculariforme là một loài thực vật có hoa trong họ Cúc. Loài này được C.Shih miêu tả khoa học đầu tiên năm 1993.